# Brinckheim
Brinckheim is een gemeente in het Franse departement Haut-Rhin in de regio Grand Est en maakt deel uit van het arrondissement Mulhouse. De gemeente telde 408 inwoners op 1 januari 2022.

## Geschiedenis
Brinckheim maakte deel uit van het kanton Sierentz tot het op 22 maart 2015 werd opgeheven en de gemeenten werden opgenomen in het kanton Brunstatt, die sinds 2021 kanton Brunstatt-Didenheim heet.

## Geografie
De oppervlakte van Brinckheim bedraagt 3,41 vierkante kilometer; Op 1 januari 2022 was de bevolkingsdichtheid 119,6 inwoners per km².
De onderstaande kaart toont de ligging van Brinckheim met de belangrijkste infrastructuur en aangrenzende gemeenten.

## Demografie
Onderstaande figuur toont het verloop van het inwonertal.
Bartenheim · Brinckheim · Bruebach · Brunstatt-Didenheim · Dietwiller · Eschentzwiller · Flaxlanden · Geispitzen · Helfrantzkirch · Kappelen · Kembs · Kœtzingue · Landser · Magstatt-le-Bas · Magstatt-le-Haut · Rantzwiller · Schlierbach · Sierentz · Steinbrunn-le-Bas · Steinbrunn-le-Haut · Stetten · Uffheim · Wahlbach · Waltenheim · Zaessingue · Zillisheim · Zimmersheim